# Walther Schulz (Cellist)

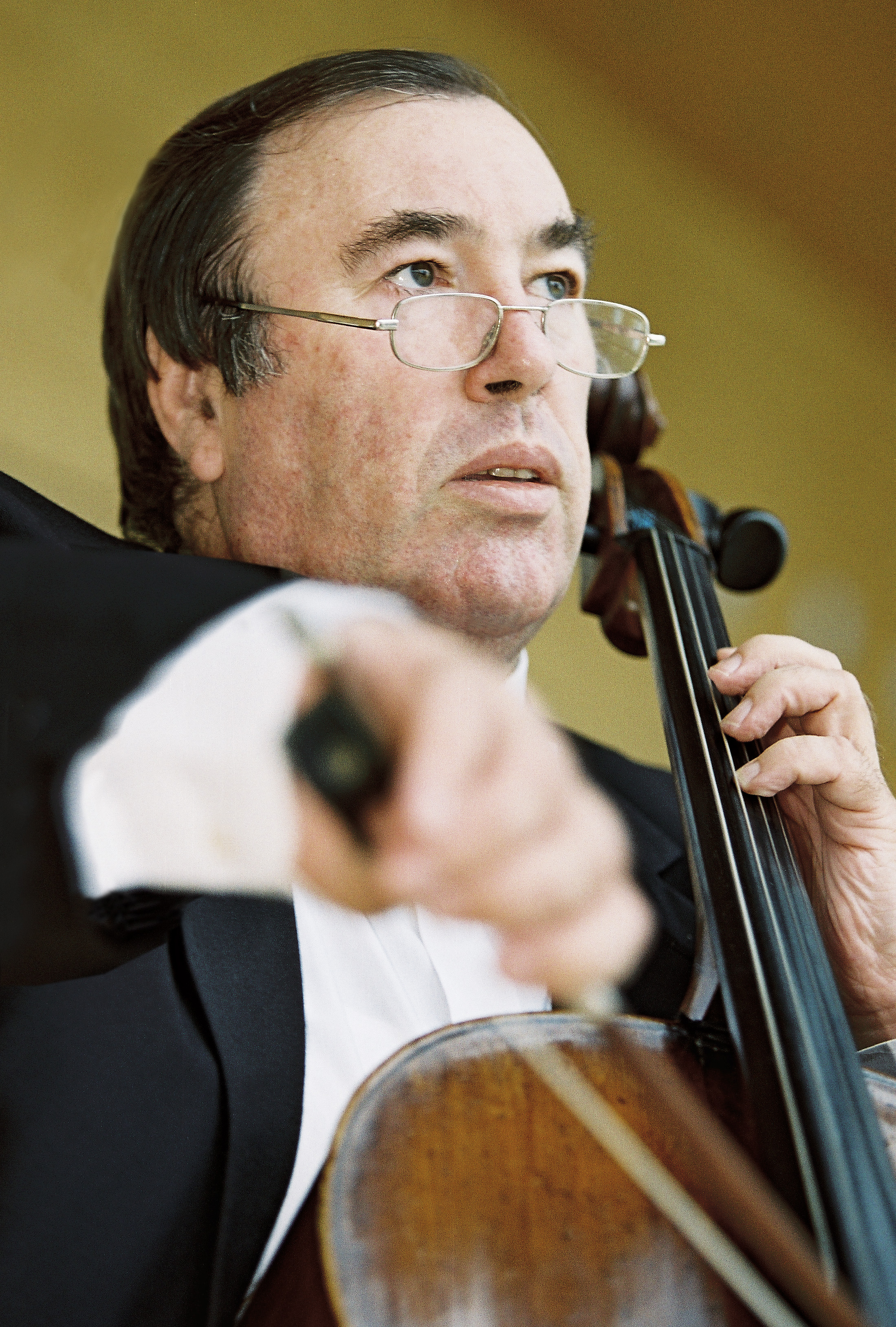
Walther Schulz (2006)

Walther Schulz (* 24. Dezember 1944 in Bad Hall; † 8. Juli 2025 in Wien) war ein österreichischer Cellist. Er war 1. Solo-Cellist der Wiener Symphoniker, 1. Solo-Cellist im Tonkünstler-Orchester Niederösterreich, Solo-Cellist des Wiener Johann Strauss Orchesters, Gründungs-Mitglied des Haydn-Trio Wien und Mitglied des Schnitzler-Quartetts.

## Leben und Wirken

### Familie und musikalische Laufbahn
Walther Schulz, Bruder des Flötisten Wolfgang Schulz und des Violinisten Gerhard Schulz, entstammt einer bekannten Wiener Musikerfamilie.
Er studierte an der Wiener Musikakademie bei Wilfried Böttcher und Richard Krotschak.
1965 erhielt er das Diplom mit Auszeichnung und den Abgangspreis des Unterrichtsministeriums.
Bereits kurz nach dem Studium wurde er 1. Solo-Cellist im Tonkünstler-Orchester Niederösterreich.
1965 Gründung des Haydn-Trios Wien zusammen mit Michael Schnitzler und Heinz Medjimorec.
Mit diesem Ensemble spielte er über 1500 Konzerte in allen Musikmetropolen der Welt, einen ausverkauften Zyklus im Mozartsaal des Wiener Konzerthauses und unterrichtete bei Masterclasses (Royal Academy und Royal College London, Mozarteum Salzburg, Tokio). Daneben hatte er Auftritte mit Beethovens Tripelkonzert und bei bedeutenden Festivals wie Salzburger Festspiele, Bregenzer Festspiele, Wiener Festwochen, Schwetzinger SWR Festspiele, Carinthischer Sommerist.
Das Haydn-Trio Wien spielte die gesamte Trioliteratur auf über 30 CDs bei Telefunken, Teldec, Warner Classics, Erato, Musica Classic und Arabesque New York ein.
Zusammen mit Michael Schnitzler gründete er das Schnitzler Quartett, das jahrelang als Musikverein Quartett den Streichquartett-Zyklus im Wiener Musikverein gestaltete.
Mit dem Schulz Ensemble (Wolfgang, Gerhard, Ulla und Walther Schulz) gab es mehrere CD-Einspielungen bei Teldec. Weiters hatte er zahlreiche Auftritte bei den Salzburger Festspielen und im Wiener Konzerthaus sowie Tourneen, etwa nach Südamerika.
Zusammen mit Heinz Medjimorec und Hans Petermandl war er Mitbegründer der Öberösterreichischen Stiftskonzerte, die sich nach vielen Jahrzehnten immer noch großer Beliebtheit erfreuen.
Walther Schulz leitete Celloklassen an der Universität für Musik und darstellende Kunst Graz, der Expositur Oberschützen und an der  MUK, Musik und Kunst Privatuniversität der Stadt Wien. Daneben hielt er Masterclasses ab,  an der Royal Academy of Music, am Royal College London, am  Mozarteum Salzburg und in Tokio.
An der Grazer Musikuniversität leitete er eine Klasse für Aufführungspraxis.
Viele Jahre unterrichtete er bei den Kammermusiktagen an der Expositur Oberschützen.
Langjährige Zusammenarbeit mit Claudio Abbado als Dozent des Gustav Mahler Jugendorchesters und der Gustav Mahler Akademie Bozen.
Für Claudio Abbado stellte er gemeinsam mit seinem Bruder Wolfgang Schulz ein Ensemble zur Aufführung von Bachs Brandenburgischen Konzerten in St. Florian zusammen, das aus internationalen Solisten und führenden Musikern von europäischen Spitzenorchestern (Wiener und Berliner Philharmoniker, Wiener Symphoniker, Camerata Salzburg) bestand.
1973 wurde Walther Schulz 1. Solo-Cellist der Wiener Symphoniker. Mit dem Orchester hatte er zahlreiche Auftritte als Solist unter Dirigenten wie Carlo Maria Giulini, Christoph Eschenbach, Georges Pretre, Nikolaus Harnoncourt, Horst Stein, Wolfgang Sawallisch, Wladimir Fedossejev, Gennadi Roschdestwenski, Leopold Hager, Theodor Guschlbauer, Ralf Weikert, Heinz Wallberg und Ulf Schirmer.
Weitere Tätigkeiten als Solocellist:
Camerata Salzburg, Mozarteumorchester Salzburg, Volksoper Wien, Wiener Johann Strauß Orchester, Wiener Konzertverein, Wiener Solisten, Toyota Master Players, World Symphony Orchestra.
Als Solocellist des Wiener Johann Strauss Orchesters spielte er die Cello-Romanzen von Johann Strauß auf CD ein, als Geschäftsführer des Orchesters zeichnete er für zahlreiche hochkarätige Konzerte (Goldener Saal des Wiener Musikvereins) und Tourneen mit bedeutenden Dirigenten wie Fedossejev, Hager, Wildner und Eschwe z. B. nach Japan oder St. Petersburg verantwortlich.
Auftritte als Solist mit Orchestern wie:
Wiener Symphoniker, Orchestra dell’Accademia Nazionale di Santa Cecilia, Tonkünstler Orchester Niederösterreich, Nürnberger Symphoniker, Wiener Johann Strauß Orchester, Toyota Master Players, Cape Town Philharmonic Orchestra.
Als gern gesehener Gast bei Kammermusik Festivals war er unter anderem Partner von Gidon Kremer, Sabine Mayer, Oleg Maisenberg, Thomas und Patrick Demenga, Wolfgang Schulz, Ludwig Streicher, Ernst Kovacic, Christian Altenburger, Markus Schirmer, Ernst Kovacic, Alois Brandhofer, Edith Mathis und Mitgliedern des Alban Berg Quartetts.
Als Solo-Cellist der Camerata Schulz Wien konzertierte er neben Auftritten beim Carinthischen Sommer, dem Osterklang Wien, mehreren Japan-Tourneen und CD-Einspielungen auch regelmäßig mit den Wiener Sängerknaben.

### Privates
Walther Schulz war mit Ingeborg Schulz verheiratet. Aus der Ehe gehen die Kinder Christian Schulz,  Emanuel Schulz und Alexander Schulz hervor.  

### Auszeichnungen
- Silbernes Ehrenzeichen für Verdienste um die Republik Österreich
- Berufstitel „Professor“
- Bruckner-Ring der Wiener Symphoniker
- Österreichisches Ehrenzeichen und Österreichisches Ehrenkreuz für Wissenschaft und Kunst
- Ehrenmitgliedschaft des Wiener Johann Strauss Orchesters (2022)[2]